# Miloš Zapletal
Miloš Zapletal (13. ledna 1930 Prostějov – 8. května 2025 Liberec), skautskou přezdívkou Zet, byl český spisovatel literatury pro mládež, pedagog, skautský redaktor a činovník.

## Život
Vyrůstal v Pardubicích, kde jako patnáctiletý vstoupil do vodáckého skautského oddílu; později tu vedl 1. oddíl. Vystudoval Pedagogickou fakultu UK v Praze, obor tělesná výchova, před nastoupením literární dráhy krátce působil jako učitel tělesné výchovy. Na konci 50. let se přestěhoval do Liberce, kde vedl skautský oddíl, po rozpuštění Junáka v roce 1970 transformovaný na turistický.
Jeho nejvýznamnějším dílem je mnohosvazková Velká encyklopedie her; její dřívější verze vyšla kromě češtiny také v němčině, japonštině, rumunštině a estonštině.
Po obnově skautingu v roce 1989 se významně podílel na obnově vydávání skautských časopisů. V Liberci založil nakladatelství Skauting a vytvořil edici Skautské prameny, v níž vyšla řada prvních porevolučních skautských metodických příruček; na mnoha z nich se autorsky podílel. Spoluzakládal skautské kurzy FONS, které významně ovlivnily podobu skautského vzdělávání.
Byl také činný jako překladatel; z angličtiny přeložil více než deset knih E. T. Setona a z bengálštiny povídky, eseje a projevy Rabíndranátha Thákura.
Byl považován za pokračovatele Jaroslava Foglara, s nímž také spolupracoval a působil jako editor jeho kronikových knih. Často autorsky spolupracoval také s Miloslavem Nevrlým.
V roce 2020 mu byla udělena Stříbrná medaile předsedy Senátu ČR.

## Dílo

### Beletrie
- Světlušky (1964)
- Lovec hvězd (1970)
- Sedmička (1976)
- Stezka odvahy (1982)
- Ostrov přátelství (1983) – pokračování Sedmičky
- Soví jeskyně (1989)
- Cvoci (2008) – volné pokračování Sedmičky a Ostrova přátelství
- Severka (2015)

### Sbírky her
- Hry v terénu (1957)
- Hry a závody v zimě (1957)
- Hry v přírodě (1958)
- Drobné hry, závody a soutěže při výcviku mladých turistů (1960)
- Pokladnice her (1968)
- Junácké hry v přírodě (1970)
- Encyklopedie her (1975, německy 1976, japonsky 1977, rumunsky 1980, estonsky 1984)
- Kniha hlavolamů (1983)
- Velká encyklopedie her; I. Hry v přírodě (1985)
- Velká encyklopedie her; II. Hry v klubovně (1986)
- Velká encyklopedie her; III. Hry na hřišti a v tělocvičně (1987)
- Velká encyklopedie her; IV. Hry ve městě a na vsi (1988)
- Špalíček her (1988)
- Velká kniha deskových her (1991)
- Vycházky a výlety s dětmi (2003)
- Hry do kapsy X. (2005)

### Další díla
- Kouzelné brýle (1963)
- Pět olympijských kruhů (1964)
- Objevy bez konce, spolu s Janem Schmidem, Praha : Mladá fronta, (1967)
- Jak vést letní tábor (Mladá fronta 1969)
- Tábornická praxe (JUN Praha 1970)
- Prázdniny pod stanem (Albatros Praha 1971)
- Výpravy za dobrodružstvím (1986)
- Záhady a tajemství Jaroslava Foglara (2007)
- Rok malých dobrodružství (2008)

#### Rozhovory
- Český rozhlas 1 – Radiožurnál, pořad „Nad věcí“ 16. 2. 2009[nedostupný zdroj]
- Český rozhlas 2 – Praha, pořad „Setkání s…“ 26. 2. 2009[nedostupný zdroj]
- iDnes.cz, Rozhovor o Jaroslavu Foglarovi
- Naše rodina 38/2011, Skalní skaut, který je 20 000 dní na volné noze[nedostupný zdroj]